# Жак Фейдер
Жак Фейдер (фр. Jacques Feyder, справжнє прізвище Фредерікс (фр. Jacques Léon Louis Frédérix) (21 липня 1885 року, Іксель, Бельгія — 25 травня 1948 року, Пранжен, Швейцарія) — французький кінорежисер.

## Життєпис
Розпочав творчу діяльність 1908 року як актор театру, потім кіно. Як режисер дебютував 1916 року у фільмі «Пан Пенсон, поліцейський» (фр. Monsieur Pinson policier). 1921 року поставив фентезійну стрічку «Атлантида» за однойменним романом П'єра Бенуа, що мала великий комерційний успіх. Найкращими його німими фільмами вважаються «Кренкебіль» (1922, за А. Франсом), «Грибіш» (1925), «Тереза Ракен» (1928, за Е. Золя), протистояли екранним стандартам, встановлювали своєрідність і реалізм французького мистецтва. Сатиричний кінопамфлет «Нові пани» (1928) був присвячений парламентаризмові, кар'єризму і безпринципності політиканів. У 1928—1933 роках працював у США. Найбільшими його роботами цього періоду є фільми «Велика гра»(1934) і «Пансіон Мімоза» (1935). В історичній комедії «Героїчна кермесса» (1935) передано колорит доби, реставровано побут і звичаї Фландрії 18 століття. Після окупації німецькими військами Франції емігрував у Швейцарію, повернувся у Бельгію у 1945 році. Остання праця — «Макадам» (1946).
У низці фільмів Фейдера провідні ролі виконала його дружина Ф. Розе. Фейдер є автором книжки «Кіно — наша професія» (1943, разом з Ф. Розе).

## Фільмографія (вибіркова)
- 1915 — Вампіри / Les Vampires (актор)
- 1916 — Пан Пенсон — поліцейський / Monsieur Pinson policier
- 1921 — Атлантида / L'Atlantide
- 1922 — Кренкебіль / Crainquebille
- 1923 — Дитячі обличчя / Visages d'enfants
- 1925 — Грибіш / Gribiche
- 1926 — Кармен / Carmen
- 1928 — Нові пани / Les Nouveaux messieurs
- 1929 — Поцілунок /  The Kiss
- 1934 — Велика гра / Le Grand Jeu
- 1935 — Пансіон «Мімоза» / Pension Mimosas
- 1935 — Героїчна кермесса / La Kermesse héroïque
- 1937 — Лицар без обладунків / Knight Without Armour

## Твори
- Jacques Feyder et Françoise Rosay, Le Cinéma, notre métier, Éditions Pierre Cailler, Genève, 1946.